# Rwanie
Rwanie (ang. Pulling, 2006-2009) – brytyjski serial komediowy stworzony przez Sharon Horgan i Dennisa Kelly'ego. Wyprodukowany przez Silver River Productions.
Światowa premiera serialu miała miejsce 23 listopada 2006 roku na antenie BBC Three. Ostatni odcinek serialu został wyemitowany 17 maja 2009 roku. W Polsce premiera serialu odbyła się 29 lutego 2008 roku na kanale Comedy Central Polska.
W 2007 roku serial został nominowany do nagrody BAFTA w kategorii najlepszy serial komediowy, gdzie Horgan zwyciężyła w British Comedy Awards w kategorii najlepsza telewizyjna aktorka komediowa w 2008 roku. W tym samym roku BBC Three potwierdził, że serial został zakończony.

## Opis fabuły
Serial opowiada o losach trzech przyjaciółek - Donny, Louise i Karen. Cała historia zaczyna się, gdy jedna z nich, Donna postanawia zakończyć swój wieloletni związek i ucieka sprzed ołtarza, gdzie postanawia zamieszkać ze swoimi dwiema najlepszymi przyjaciółkami w południowej części Londynu.

## Obsada
- Sharon Horgan jako Donna
- Tanya Franks jako Karen
- Rebekah Staton jako Louise
- Cavan Clerkin jako Karl